# Teresa Nowak
Pour les articles homonymes, voir Nowak.
Teresa Nowak mariée Gierczak puis Nikitin, née le 29 avril 1942 à Piotrków Trybunalski et morte en octobre 2024, est une athlète polonaise spécialiste du 100 mètres haies. Affiliée au Gwardia Warszawa, elle mesure 1,72 m pour 65 kg.

## Biographie

### Palmarès
| Date | Compétition                    | Lieu      | Résultat | Épreuve     | Performance |
| ---- | ------------------------------ | --------- | -------- | ----------- | ----------- |
| 1969 | Championnats d'Europe          | Athènes   | 3e       | 100 m haies | 13 s 7      |
| 1970 | Championnats d'Europe en salle | Vienne    | 4e       | 60 m haies  | 8 s 5       |
| 1971 | Championnats d'Europe          | Helsinki  | 6e       | 100 m haies | 13 s 5      |
| 1972 | Jeux olympiques d'été          | Munich    | 5e       | 100 m haies | 13 s 17     |
| 1973 | Championnats d'Europe en salle | Rotterdam | 3e       | 60 m haies  | 8 s 23      |
| 1974 | Championnats d'Europe          | Rome      | 3e       | 100 m haies | 12 s 91     |
| 1975 | Universiade d'été              | Rome      | 2e       | 100 m haies | 13 s 34     |

### Records
| Épreuve          | Performance | Lieu | Date |
| ---------------- | ----------- | ---- | ---- |
| 100 mètres haies | 12 s 5      |      | 1974 |